# Brgule, Ub
Brgule (Бргуле) är en by i kommunen Ub i distriktet Kolubara i Serbien. År 2011 hade Brgule 1 159 invånare.

## Bilder

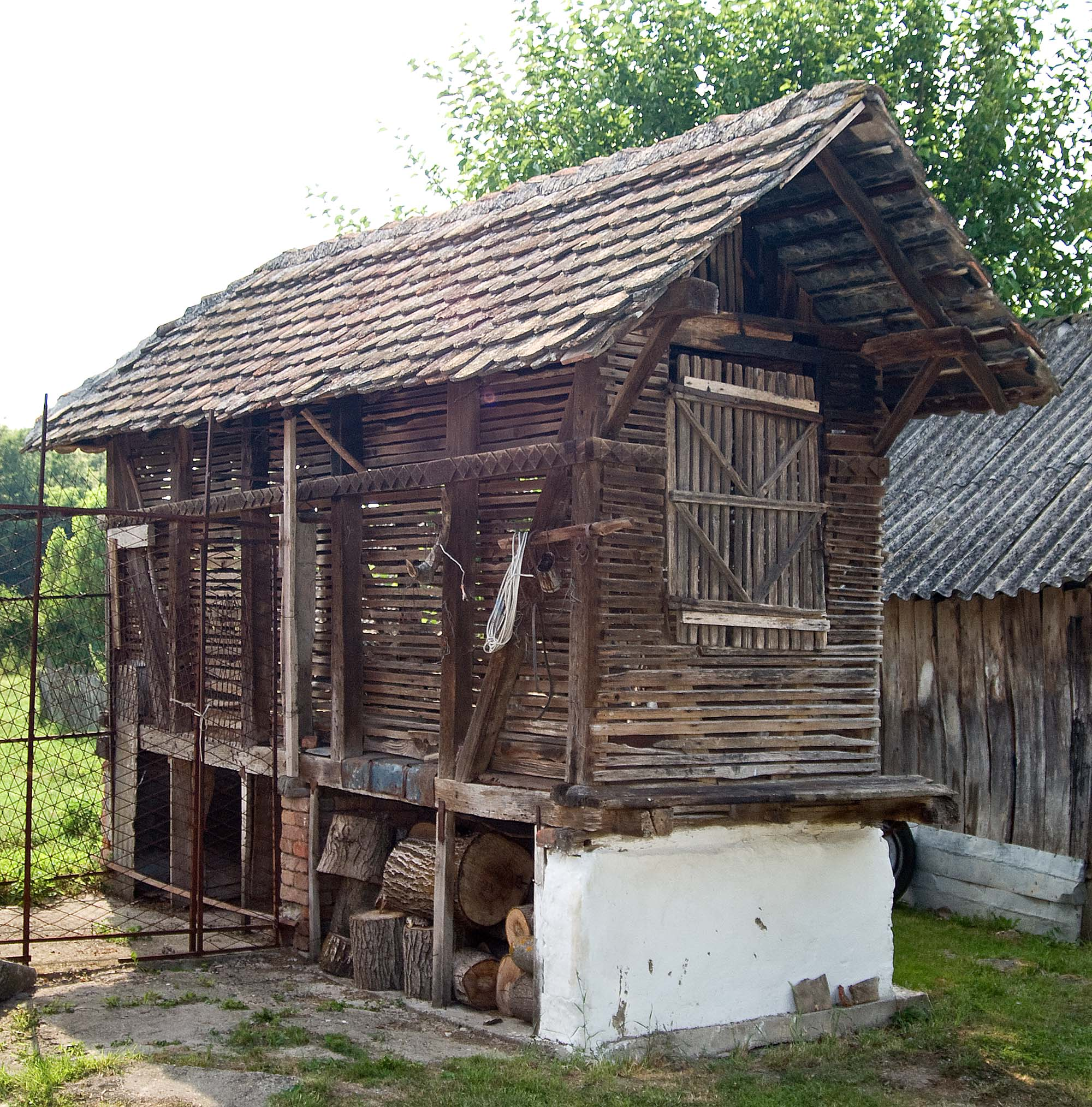
En koš i Brgule. En koš är en byggnad för torkning och förvaring av majs.